# Dörnach (Wallenfels)
Dörnach ist ein Gemeindeteil der Stadt Wallenfels im Landkreis Kronach (Oberfranken, Bayern).

## Geographie
Der Weiler liegt in einer Waldlichtung auf einem Höhenrücken. Ein Anliegerweg führt nach Hammer zur Bundesstraße 173 (1,9 km nordöstlich).

## Geschichte
Gegen Ende des 18. Jahrhunderts bestand Dörnach aus 5 Anwesen (4 Güter, 1 Gütlein). Das Hochgericht übte das bambergische Centamt Wallenfels aus. Das Vogteiamt Wallenfels hatte die Grundherrschaft über alle Anwesen inne.
Mit dem Gemeindeedikt wurde Dörnach dem 1808 gebildeten Steuerdistrikt Zeyern und der 1818 gebildeten Ruralgemeinde Geuser zugewiesen. Am 1. Juli 1972 wurde Dörnach im Zuge der Gebietsreform in Bayern nach Wallenfels eingegliedert.

### Baudenkmäler
- Haus Nr. 4: Katholische Kapelle
- Haus Nr. 5: Hausfigur
- Flurkreuz

- Haus Nr. 3: Eingeschossiger, verputzter Wohnstallbau mit Satteldach, der Sturz der Wohnungstür am Scheitelstein bezeichnet „JS 1837“ (= Johann Schmidtdorsch). Ecklisenen. Giebel verschiefert.[6] Das Gebäude listete Tilmann Breuer in dem Buch Landkreis Kronach von 1964 mit seiner ursprünglichen Hausnummer als Kunstdenkmal auf. Es wird in der Denkmalschutzliste nicht geführt, da es entweder nicht aufgenommen, abgerissen oder stark verändert wurde.

### Einwohnerentwicklung
| Jahr      | 001799 | 001818 | 001861 | 001871 | 001885 | 001900 | 001925 | 001950 | 001961 | 001970 | 001987 | 002015 | 002020 |
| Einwohner | 41     | 33     | 53     | 50     | 35     | 46     | 30     | 35     | 24     | 22     | 19     | 20     | 20     |
| Häuser    | 5      | 5      |        |        | 5      | 7      | 5      | 5      | 6      |        | 7      |        |        |
| Quelle    | [ 8 ]  | [ 5 ]  | [ 9 ]  | [ 10 ] | [ 12 ] | [ 13 ] | [ 14 ] | [ 15 ] | [ 16 ] | [ 17 ] |        |        | [ 1 ]  |

## Religion
Der Ort ist römisch-katholisch geprägt und nach St. Leonhard (Zeyern) gepfarrt.